# علی بن یونس عاملی نباطی بیاضی
علی بن محمد بن یونس عاملی نباطی بیاضی بقاعی، که به زین الدین و ابومحمد شهره است، یکی از مفسران و متکلمان و ادیبان شیعه بوده‌است که در قرن نهم می‌زیسته‌است. وی در رمضان سال ۷۹۱ در نبطیه جبل عامل به دنیا آمده و در سال ۸۷۷ ه‍.ق از دنیا رفته‌است. وی توسط مجلسی، حر عاملی و کفعمی و خوانساری به وثاقت و علم و کمالات ستایش شده‌است.

## اساتید
از اساتید وی هیچ یادی نشده‌است، اما سید زین الدین علی بن دقماق حسینی، مؤلف نزهة العشاق و جمال الدین احمدبن حسین بن مطهر از جمله مشایخ وی در نقل روایت اند.

## شاگردان
ناصربن ابراهیم بویهی، تقی الدین ابراهیم بن علی کفعمی و شرف الدین بن جمال الدین بن شمس الدین بن سلیمان از جمله شاگردان وی محسوب می‌شوند.

## آثار
از جمله آثار وی، الصراط المستقیم الی مستحقی التقدیم است که در علم کلام نگاشته شده‌است. این اثر دارای هفده باب است و در تألیف آن از ۲۸۲ اثر شیعی و سنی استفاده شده‌است.